# Miguel Ángel Belloso
Miguel Ángel Belloso (Castejón, Navarra, 7 de julio de 1963-Madrid, 7 de agosto de 2024) fue un periodista económico español. Director de Expansión (1999-2002) y Actualidad Económica (2006-2019). 

## Biografía
Miguel Ángel Belloso nació en la localidad navarra de Castejón (1963). Tras licenciarse en Ciencias de la Información en la Facultad de Comunicación de la Universidad de Navarra, se incorporó en 1986 al diario "Expansión". En el diario económico pasó por casi todos los puestos: becario, redactor, jefe de sección, redactor jefe, subdirector y finalmente director (1999-2002). En esos años al frente del diario Expansión, remodeló el diario, impulsó nuevas secciones y suplementos, fortaleció su línea editorial y consolidó su posición como medio de referencia en el sector de la prensa económica.
Desde Madrid, se trasladó a Lisboa, al ser nombrado director del "Diario Económico" (2002-2005), un diario financiero portugués, propiedad del Grupo Recoletos. Asesoró al diario financiero argentino "El Cronista". Regresó a Madrid, para estar al frente de la revista Actualidad Económica (2006-julio de 2019).
A lo largo de su trayectoria profesional, ocupó diversos cargos: vicepresidente del Consejo Editorial de "Expansión" y de "Actualidad Económica" (2002-2019); vicepresidente del Observatorio del Banco Central Europeo, miembro de la comisión académica de la Fundación de Estudios Financieros y vocal del Consejo Económico y Social de la Comunidad de Madrid.
Como comentarista económico colaboró asiduamente con el programa radiofónico 'La Linterna' de COPE, dirigido por aquel entonces por Juan Pablo Colmenarejo; y participó esporádicamente como tertuliano en diversos programas de 'Telecinco' y 'Cuatro'.También fue colaborador de Vozpópuli.
Se declaraba capitalista y liberal. Entre sus referentes se encontraban: Rafael Termes o Margaret Thatcher.
Falleció en Madrid, el 7 de agosto de 2024, tras permanecer tres meses ingresado en un hospital madrileño.
Recibió el premio Sociedad Civil (2019), otorgado por la Fundación Civismo, en reconocimiento al mérito, el valor y el compromiso de Miguel Ángel con la independencia y la libertad de prensa y opinión.